# Mike Dunleavy (1954)
Michael Joseph Dunleavy sr., detto Mike (Brooklyn, 21 marzo 1954), è un ex cestista, allenatore di pallacanestro e dirigente sportivo statunitense.

## Carriera

### Giocatore
Dunleavy è nato a New York, nel quartiere di Brooklyn. Dopo aver frequentato il liceo locale di Nazareth Regional High School, frequentò la University of South Carolina, dove giocò sotto il leggendario allenatore Frank McGuire. Venne scelto nel draft NBA 1976 dai Philadelphia 76ers con i quali disputò i primi due anni di carriera professionistica.
Quindi venne ceduto agli Houston Rockets dove giocò dal 1978 al 1982. Con i Rockets giocò la sua migliore stagione nel 1980-81, durante la quale segnò 10,5 punti per partita e, soprattutto, disputò la finale NBA, perduta dai Rockets con i Boston Celtics.
Dopo una stagione con i San Antonio Spurs, giocò le ultime due stagioni con i Milwaukee Bucks fino ad annunciare il ritiro a causa di cronici problemi alla schiena.
Divenne assistente allenatore dei Milwaukee Bucks con i quali tornò occasionalmente in campo per 2 volte nella stagione 1988-89 e 5 volte nella stagione 1989-90. In totale ha giocato 438 partite nella NBA totalizzando medie di 8 punti, 1,6 rimbalzi, 3,9 assist a partita.

### Allenatore
Nella stagione 1990-91 diventa allenatore capo dei Los Angeles Lakers. In quell'anno, riesce a condurre i Lakers sino alla Finale NBA nella quale venne tuttavia sconfitto dai Chicago Bulls in cinque partite. Dopo un'altra stagione ai Lakers nella quale comunque raggiunge i play-off, decide di accettare le offerte dei Milwaukee Bucks con i quali va a ricoprire il doppio ruolo di allenatore e di vicepresidente general manager. Rimane ai Bucks dalla stagione 1992-93 alla stagione 1995-96 non ottenendo risultati fallendo sempre l'accesso ai play-off. Nel 1997 accetta la chiamata dei Portland Trail Blazers di cui diviene l'allenatore. Dunleavy viene nominato Allenatore dell'anno nel 1999 e sfiora l'accesso alla finale NBA nella stagione successiva quando Portland viene sconfitta dai Lakers in sette partite nella finale della Western Conference. Rimane a Portland sino al termine della stagione 2000-01, quando viene licenziato soprattutto, più che per i risultati della squadra, per la mancanza di disciplina dei giocatori fuori dal campo che hanno messo la franchigia in cattiva luce presso la comunità locale.
Nel 2003 accetta il compito di allenare i Los Angeles Clippers. Sotto la sua guida i Clippers migliorano di anno in anno fino a ritornare ai play-off della stagione 2005-06, cosa che non accadeva sin dal 1997. Non solo, i Clippers passano un turno ai play-off, cosa che non accadeva dal 1977 quando la franchigia era a Buffalo. Nelle ultime due stagioni, i Clippers hanno peggiorato il loro record e non hanno raggiunto i play-off anche a causa dei numerosi infortuni che hanno falcidiato il roster.
Nel 2008 Dunleavy ha lavorato per il network televisivo TNT per il quale ha commentato i play-off NBA.

### Curiosità
Dunleavy ha tre figli: Mike che ha giocato nella NBA, Baker che ha giocato alla Villanova University e quindi in Olanda, e Maurizio che ha giocato alla University of Southern California.

## Statistiche

### NBA

#### Regular Season
| Anno      | Squadra            | PG  | PT | MP   | TC%  | 3P%  | TL%  | RP  | AP  | PRP | SP  | PP   |
| --------- | ------------------ | --- | -- | ---- | ---- | ---- | ---- | --- | --- | --- | --- | ---- |
| 1976-1977 | Philadelphia 76ers | 32  | 0  | 11,2 | 41,4 | -    | 75,6 | 1,1 | 1,8 | 0,4 | 0,1 | 4,8  |
| 1977-1978 | Philadelphia 76ers | 4   | 0  | 4,3  | 42,9 | -    | 100  | 0,3 | 1,5 | 0,3 | 0,0 | 2,0  |
| 1977-1978 | Houston Rockets    | 11  | -  | 9,3  | 39,5 | -    | 68,8 | 0,8 | 2,0 | 0,7 | 0,1 | 4,1  |
| 1978-1979 | Houston Rockets    | 74  | -  | 20,1 | 50,6 | -    | 86,4 | 1,7 | 4,4 | 0,8 | 0,1 | 8,0  |
| 1979-1980 | Houston Rockets    | 51  | -  | 20,3 | 46,4 | 15,0 | 82,8 | 2,0 | 4,1 | 0,8 | 0,1 | 8,0  |
| 1980-1981 | Houston Rockets    | 74  | -  | 21,7 | 49,1 | 6,3  | 83,9 | 1,6 | 3,6 | 0,9 | 0,0 | 10,5 |
| 1981-1982 | Houston Rockets    | 70  | 15 | 18,8 | 45,8 | 38,4 | 70,8 | 1,5 | 3,2 | 0,6 | 0,0 | 7,4  |
| 1982-1983 | San Antonio Spurs  | 79  | 9  | 20,5 | 41,8 | 34,5 | 77,9 | 1,7 | 5,5 | 0,9 | 0,1 | 7,8  |
| 1983-1984 | Milwaukee Bucks    | 17  | 12 | 23,8 | 55,1 | 42,2 | 80,0 | 1,6 | 4,6 | 0,7 | 0,1 | 11,2 |
| 1984-1985 | Milwaukee Bucks    | 19  | 19 | 22,8 | 47,4 | 34,0 | 86,2 | 1,6 | 4,5 | 0,8 | 0,2 | 8,9  |
| 1988-1989 | Milwaukee Bucks    | 2   | 0  | 2,5  | 50,0 | 50,0 | -    | 0,0 | 0,0 | 0,0 | 0,0 | 1,5  |
| 1989-1990 | Milwaukee Bucks    | 5   | 0  | 8,6  | 28,6 | 22,2 | 87,5 | 0,4 | 2,0 | 0,2 | 0,0 | 3,4  |
| Carriera  | Carriera           | 438 | 55 | 19,2 | 46,7 | -    | 81,0 | 1,6 | 3,9 | 0,8 | 0,1 | 8,0  |

#### Playoffs
| Anno     | Squadra            | PG | PT | MP   | TC%  | 3P%  | TL%  | RP  | AP  | PRP | SP  | PP   |
| -------- | ------------------ | -- | -- | ---- | ---- | ---- | ---- | --- | --- | --- | --- | ---- |
| 1977     | Philadelphia 76ers | 11 | 0  | 6,2  | 36,0 | -    | 80,0 | 0,4 | 0,8 | 0,3 | 0,0 | 2,0  |
| 1979     | Houston Rockets    | 1  | -  | 10,0 | 0,0  | -    | -    | 1,0 | 0,0 | 0,0 | 0,0 | 0,0  |
| 1980     | Houston Rockets    | 6  | -  | 7,5  | 50,0 | 0,0  | 83,3 | 0,8 | 2,2 | 0,8 | 0,0 | 2,8  |
| 1981     | Houston Rockets    | 20 | -  | 23,6 | 45,4 | 40,0 | 86,8 | 2,1 | 3,4 | 0,8 | 0,1 | 8,9  |
| 1982     | Houston Rockets    | 3  | -  | 22,0 | 40,9 | 0,0  | 83,3 | 1,0 | 3,0 | 0,7 | 0,0 | 7,7  |
| 1983     | San Antonio Spurs  | 11 | -  | 15,8 | 33,8 | 26,7 | 69,2 | 1,2 | 4,5 | 0,8 | 0,1 | 5,5  |
| 1984     | Milwaukee Bucks    | 15 | -  | 26,2 | 45,7 | 36,0 | 91,7 | 2,3 | 3,1 | 1,1 | 0,0 | 11,3 |
| Carriera | Carriera           | 67 | -  | 18,3 | 42,8 | -    | 85,6 | 1,5 | 2,9 | 0,8 | 0,0 | 7,0  |

### Allenatore
| Stagione | Squadra             | Regular Season | Regular Season | Regular Season | Regular Season | Regular Season         | Post Season                                              |
| Stagione | Squadra             | V              | P              | % V            | G              | Posizione finale       | Post Season                                              |
| -------- | ------------------- | -------------- | -------------- | -------------- | -------------- | ---------------------- | -------------------------------------------------------- |
| 1990-91  | L.A. Lakers         | 58             | 24             | 70,7           | 82             | 2º in Pacific Division | Sconfitto alle NBA finals dai Bulls (1-4)                |
| 1991-92  | L.A. Lakers         | 43             | 39             | 52,4           | 82             | 6º in Pacific Division | Sconfitto al Primo Round dai Trail Blazers (1-3)         |
| 1992-93  | Milwaukee Bucks     | 28             | 54             | 32,1           | 82             | 7º in Central Division | Manca i play-off                                         |
| 1993-94  | Milwaukee Bucks     | 20             | 62             | 24,4           | 82             | 6º in Central Division | Manca i play-off                                         |
| 1994-95  | Milwaukee Bucks     | 34             | 48             | 41,5           | 82             | 6º in Central Division | Manca i play-off                                         |
| 1995-96  | Milwaukee Bucks     | 25             | 57             | 30,5           | 82             | 7º in Central Division | Manca i play-off                                         |
| 1997-98  | Portland T. Blazers | 46             | 36             | 56,1           | 82             | 4º in Pacific Division | Sconfitto al Primo Round dai Lakers (1-3)                |
| 1998-99  | Portland T. Blazers | 35             | 15             | 70,0           | 50             | 1º in Pacific Division | Sconfitto alle Finali di Conference dagli Spurs (0-4)    |
| 1999-00  | Portland T. Blazers | 59             | 23             | 72,0           | 82             | 2º in Pacific Division | Sconfitto alle Finali di Conference dagli Lakers (3-4)   |
| 2000-01  | Portland T. Blazers | 50             | 32             | 61,0           | 82             | 4º in Pacific Division | Sconfitto al Primo Round dai Lakers (0-3)                |
| 2003-04  | L.A. Clippers       | 28             | 54             | 34,1           | 82             | 7º in Pacific Division | Manca i play-off                                         |
| 2004-05  | L.A. Clippers       | 37             | 45             | 45,1           | 82             | 3º in Pacific Division | Manca i play-off                                         |
| 2005-06  | L.A. Clippers       | 47             | 35             | 57,3           | 82             | 2º in Pacific Division | Sconfitto alle Semifinali di Conference dagli Suns (3-4) |
| 2006-07  | L.A. Clippers       | 40             | 42             | 48,8           | 82             | 4º in Pacific Division | Manca i play-off                                         |
| 2007-08  | L.A. Clippers       | 23             | 59             | 28,0           | 82             | 5º in Pacific Division | Manca i play-off                                         |
|          | Carriera            | 573            | 625            | 47,8           | 1198           |                        |                                                          |

## Palmarès

### Giocatore
- Miglior tiratore da tre punti NBA (1983)

### Allenatore
- NBA Coach of the Year (1999)